# Seasons (chanson)
Pour l’article homonyme, voir Season.
 (janvier 2012).
Si vous disposez d'ouvrages ou d'articles de référence ou si vous connaissez des sites web de qualité traitant du thème abordé ici, merci de compléter l'article en donnant les références utiles à sa vérifiabilité et en les liant à la section « Notes et références ».
Singles de Ayumi Hamasaki
Far Away
(2000) Surreal
(2000)
Seasons (écrit en majuscules : SEASONS) est le 16e single de Ayumi Hamasaki sorti sous le label Avex Trax, en 2000, ou son 17e en comptant Nothing from Nothing.

## Présentation
Le single sort le 7 juin 2000 au Japon sous le label Avex Trax, produit par Max Matsuura. Il ne sort que trois semaines après le précédent single de la chanteuse : Far Away. Il atteint la 1re place du classement de l'Oricon. Il se vend à 552 730 exemplaires la première semaine, et reste classé pendant 21 semaines, pour un total de 1 367 400 exemplaires vendus durant cette période. C'est la deuxième meilleure vente d'un single de la chanteuse. Une autre version du single au format maxi 45 tours vinyle sortira deux mois plus tard, le 10 août 2000.
Bien qu'officiellement présenté comme un single, le disque contient en fait onze titres, pour un total de près d'une heure d'écoute : la chanson-titre originale, sept versions remixées supplémentaires en plus de sa version instrumentale, et deux remixes de chansons déjà sorties en singles : To Be, et Ever Free du single Vogue.
La chanson-titre originale a été utilisée dans le drama Tenkiyohō no Koibito, dans le jeu vidéo Daigasso ! Band Brothers, et dans la pièce de théâtre Kokoro no kakera produite par Avex. La version remixée Seasons "D-Z Blue Sunbeam Mix" a été utilisée pour une campagne publicitaire pour la marque Kose Visee. La chanson-titre originale  figurera sur l'album Duty qui sortira quatre mois plus tard, puis sur les compilation A Best de 2001, A Ballads de 2003, et A Complete: All Singles de 2008. Elle figurera aussi dans des versions remixées sur cinq albums de remix de 2001 et 2002 : Ayu-mi-x III Non-Stop Mega Mix Version, Ayu-mi-x III Acoustic Orchestra Version, Super Eurobeat presents ayu-ro mix 2, Ayu-mi-x 4 + selection Non-Stop Mega Mix Version, et Ayu-mi-x 4 + selection Acoustic Orchestra Version.
Le single est présenté comme le dernier d'une trilogie, précédé à trois semaines d'intervalle des singles Vogue et Far Away ; ils sont décrits par la chanteuse comme une vision de sa vie sous trois angles différents. Les pochettes des trois singles sont liées, de même que les trois clips vidéos des chansons-titre qui forment un tout dont l'histoire se suit, et qui seront publiées à la suite sur un même DVD après leur diffusion indépendante à la télévision.

## Liste des titres
Toutes les paroles sont écrites par Ayumi Hamasaki, toute la musique est composée par D・A・I.
| 1.  | Seasons "Original Mix" (SEASONS…)                         | Mix : Atsushi Hattori  | 4:21 |
| 2.  | Seasons "Acoustic Orchestra Version"                      | Mix : Atsushi Hattori  | 3:36 |
| 3.  | To Be "Acoustic Orchestra Version" (TO BE…)               | Mix : Atsushi Hattori  | 5:25 |
| 4.  | Seasons "so happy so sad mix"                             | Ram Doubler            | 6:58 |
| 5.  | Seasons "Jonathan Peters' Radio Mix"                      | Jonathan Peters        | 3:55 |
| 6.  | Seasons "Rays of Light mix"                               | Shuichi Ikebuchi       | 6:35 |
| 7.  | Seasons "Neutralize : Final Attack Mix"                   | Hirokey                | 4:45 |
| 8.  | Seasons "D-Z Blue Sunbeam Mix" (… "D-Z BLUE SUNBEAM MIX") | D-Z                    | 6:19 |
| 9.  | Seasons "Dub's Rain of duv Remix"                         | Izumi "D.M.X" Miyazaki | 4:35 |
| 10. | Seasons "Original Mix" (instrumental)                     | Mix : Atsushi Hattori  | 4:21 |
| 11. | Ever Free "HAL's Mix 2000" (ever free…)                   | HΛL                    | 4:18 |

Enregistrement
- Naoto Suzuki - claviers
- Naoki Hayashibe - guitare
- Takahiro Iida - programmation
- Junko Hirotani - chœurs

## Édition vinyle
Singles par Ayumi Hamasaki
Far Away Surreal
Seasons (SEASONS) est un maxi 45 tours au format vinyle de Ayumi Hamasaki.
Il sort en édition limitée le 10 août 2000 au Japon sous le label indépendant Rhythm Republic affilié à Avex Trax, le même jour que les versions vinyles des singles Far Away et Vogue. 
Il contient la chanson-titre originale précédée de deux versions remixées ; l'une des deux et l'originale étaient déjà parues sur le 16e single CD homonyme de la chanteuse sorti deux mois plus tôt, le 7 juin 2000, tandis que le remix de Jonathan Peters présent sur le CD a été rallongé et renommé en "Club Mix".
| 1. | Seasons "Jonathan Peters' Club Mix" | Jonathan Peters |  |

| 1. | Seasons "D-Z Blue Sunbeam Mix" | D-Z                   |  |
| 2. | Seasons "Original Mix"         | Mix : Atsushi Hattori |  |

## Interprétations à la télévision
- Music Station (9 juin 2000)
- CDTV (10 juin 2000)
- Hey! Hey! Hey! Music Champ (12 juin 2000)
- Music Museum (16 juin 2000)
- Super Dream Live (28 juin 2000)
- Love Love Aishiteru (avec KinKi Kids) (26 août 2000)
- avex Summer Paradise 2000 (31 août 2000)
- SMAPxSMAP Autumn Special (2 octobre 2000)
- Pop Jam (14 octobre 2000)
- All Japan Request Awards (18 novembre 2000)
- Digital Dream (2 décembre 2000)
- 33rd Japan Cable Awards (15 décembre 2000)
- Music Station Special (29 décembre 2000)
- 42nd Japan Record Awards (31 décembre 2000)
- Kōhaku Uta Gassen (31 décembre 2000)
- Hey! Hey! Hey! 10th Anniversary Special (27 septembre 2004)
- FNS Kayousai  (3 décembre 2008)